# Cesare Medail
Cesare Medail (Venezia, 21 dicembre 1943 – Milano, 5 gennaio 2005) è stato uno scrittore e giornalista italiano.

## Biografia
Fratello maggiore di Giorgio, nel 1977 scrisse il libro-inchiesta Sotto le stellette (edito da Einaudi) dedicato alla storia delle rivendicazioni dei diritti civili all'interno delle forze armate, sotto l'influenza delle rivolte studentesche del 1968; nel 2004 pubblicò presso l'editore Corbaccio il libro Le piccole porte: viaggio nell'universo del pensiero spirituale, dove Medail descrive il suo incontro con 12 personalità nel campo della spiritualità con le quali mette a confronto il proprio scetticismo per cercare di riscoprire i valori dello spirito. Negli ultimi anni ha lavorato al Corriere della Sera, come capo servizio delle pagine culturali.